# Viàtskie Poliani
Viàtskie Poliani (en rus: Вятские Поляны) és una ciutat de l'óblast de Kírov, a Rússia, segons el cens del 2021 tenia 29.752. És la capital del districte (raion) homònim. Es troba a la vora del riu Viatka, a 277 km al sud-est de Kírov.

## Història
La vila és coneguda des del 1596. Quedà connectada amb el ferrocarril el 1915 amb la línia Moscou-Iekaterinburg. Rebé l'estatus d'assentament urbà el 1938 i el de ciutat el 1942.